# Synagoga w Czeskim Cieszynie
Synagoga w Czeskim Cieszynie – główna synagoga żydowskiej gminy w Czeskim Cieszynie, znajdująca się dawniej przy ulicy Vrchlickiego.
Koncepcje budowy nowej synagogi narodziła się zaraz po podzieleniu na dwie części Cieszyna w 1920 roku. Powodem tego było pozostanie wszystkich miejsc kultu po polskiej stronie Cieszyna. W 1928 roku zakupiono działkę pod budowę, ale po pewnym czasie w 1931 roku zrezygnowano z budowy bożnicy na tym terenie, a działkę odsprzedano. Za pieniądze ze sprzedaży nieruchomości zakupiono piętrowy budynek przy ulicy dawnej ulicy Schillera 8, który zamierzano przebudować na synagogę gminną.
W 1932 roku rozpoczęto gruntowną przebudowę, według planów architekta Rosthala. Przebudową, która zakończyła się w 1933 roku, kierował Adalbert Brejzek. W tym samym roku 9 grudnia nastąpiło uroczyste otwarcie i poświęcenie synagogi. Podczas II wojny światowej, we wrześniu 1939 roku hitlerowcy spalili synagogę. Obecnie na jej miejscu znajduje się pusta przestrzeń oraz część sali gimnastycznej.